# 스페인 농구 연맹
스페인 농구 연맹(스페인어: Federación Española de Baloncesto, FEB)은 스페인의 농구 종목 행정을 총괄하는 스포츠 행정 기구이다. 1923년에 설립되었으며 1934년 국제 농구 연맹(FIBA)에 가입했다. 스페인 행정 구역별 농구 협회, 스페인 리그, 국가대표팀을 관할하고 있으며 본부는 마드리드에 있다.

## 같이 보기
- 스페인 여자 농구 국가대표팀